# Danuše Nerudová
Danuše Nerudová, née le 4 janvier 1979 à Brno en Tchécoslovaquie, est une femme politique et économiste tchèque.

## Biographie

### Situation personnelle
Elle naît le 21 mai 1981 à Brno mais elle vit avec sa famille à Kuřim.
Entre 1999 et 2005, elle étudie la politique économique et administration de l'Université Mendel de Brno.
Elle est mariée depuis 2002 à l'avocat Robert Neruda et mère de deux fils.

## Carrière

### Parcours académique
En 2017, elle est devenue professeure d'économie à l'École supérieure d'économie de Prague.
Le 1er février 2018, elle est devenue le 39e rectrice de l'Université Mendel de Brno jusqu'en 2022.

### Parcours politique

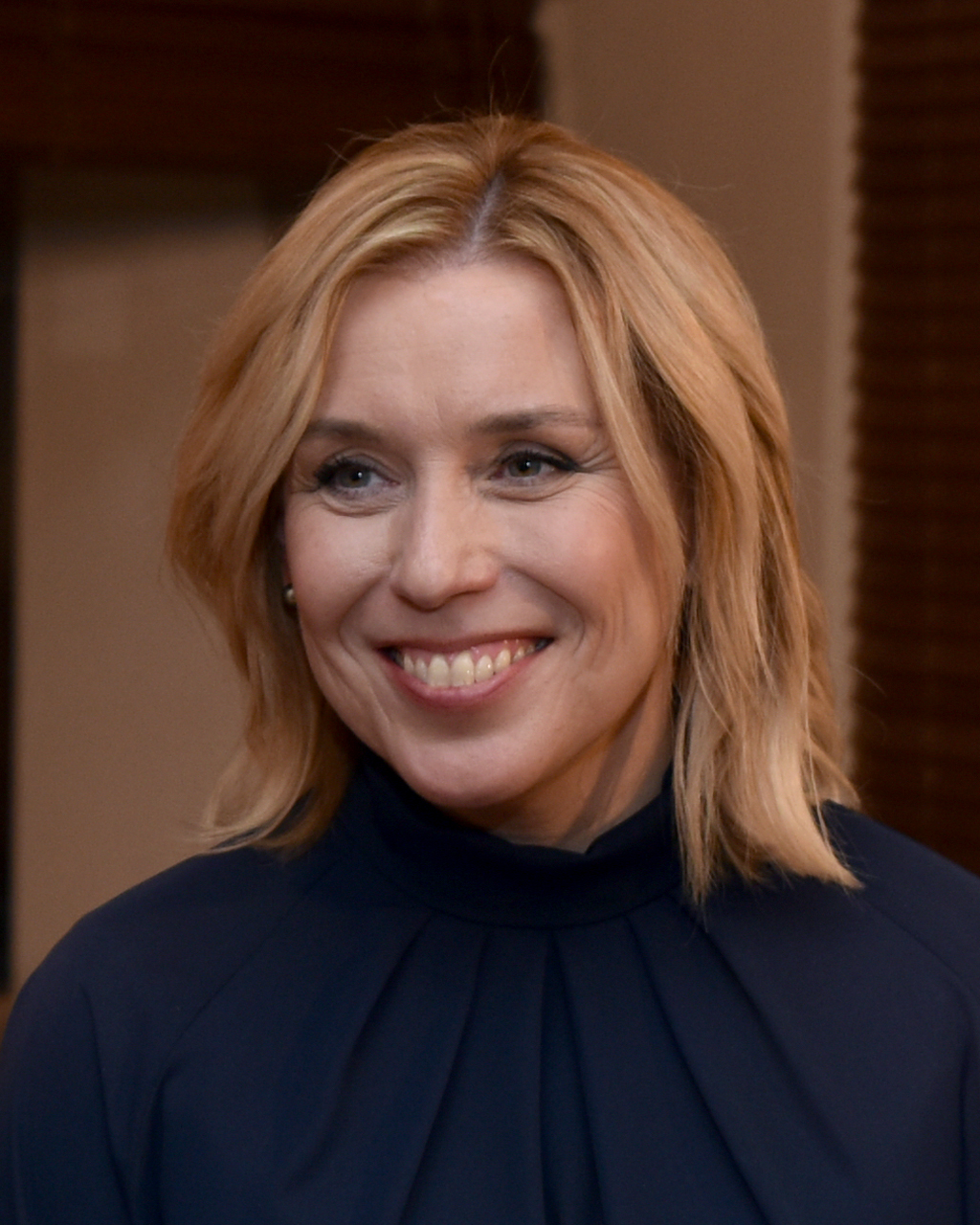
Danuše Nerudová en 2023.

Elle fait partie des candidates à l'élection présidentielle tchèque de 2023. Elle terminé troisième au premier tour avec 777 022 voix.
Elle est élue députée du parlement européen lors des élections européennes de 2024 dans la Tchéquie avec 59 577 voix.